# Cendra volcànica

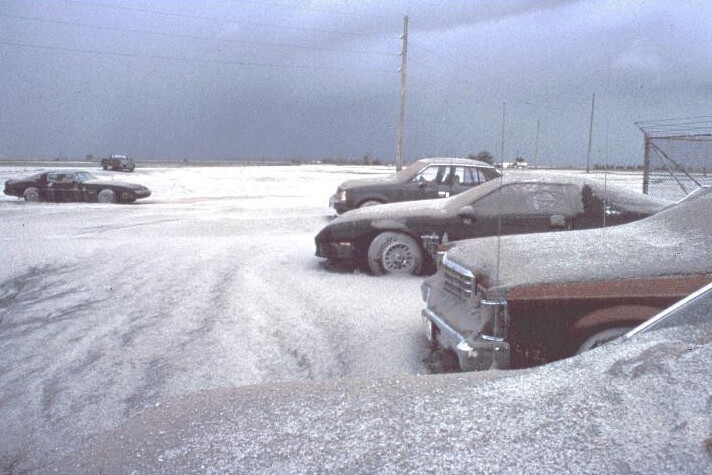
Cendra volcànica del volcà Pinatubo l'any 1991.

La cendra volcànica és una composició de partícules de roca i mineral molt fines (de menys de 2 mil·límetres de diàmetre) ejectades per un vent volcànic. La cendra es genera a partir de la roca quartejada i separada en partícules diminutes durant un episodi d'activitat volcànica explosiva. La naturalesa normalment violenta d'una erupció volcànica, incloent-hi dolls de vapor d'aigua (erupció freàtica), produït com a resultat una gran quantitat de magma i roca sòlida que envolta el vent volcànic, tornejant les partícules fins a reduir-les a la grandària de grans de sorra.
La ploma que es veu sovint sobre un volcà en erupció està composta principalment de cendres i vapor. L'ejecció de grans quantitats de cendra provoca un con de cendres. L'acumulació de cendres tendeix a fonamentar-se fins a formar capes d'una roca anomenada toba volcànica. Les partícules més fines poden ser arrossegades pel vent al llarg de molts quilòmetres, que donen al paisatge un aspecte "polsegós" al dipositar-se. El terme piroclaste es refereix a qualsevol material volcànic sòlid llançat a l'aire durant una erupció. Si s'ejecta magma líquid en forma d'aerosol, les partícules se solidifiquen en l'aire formant petits fragments de vidre volcànic.

## Formació

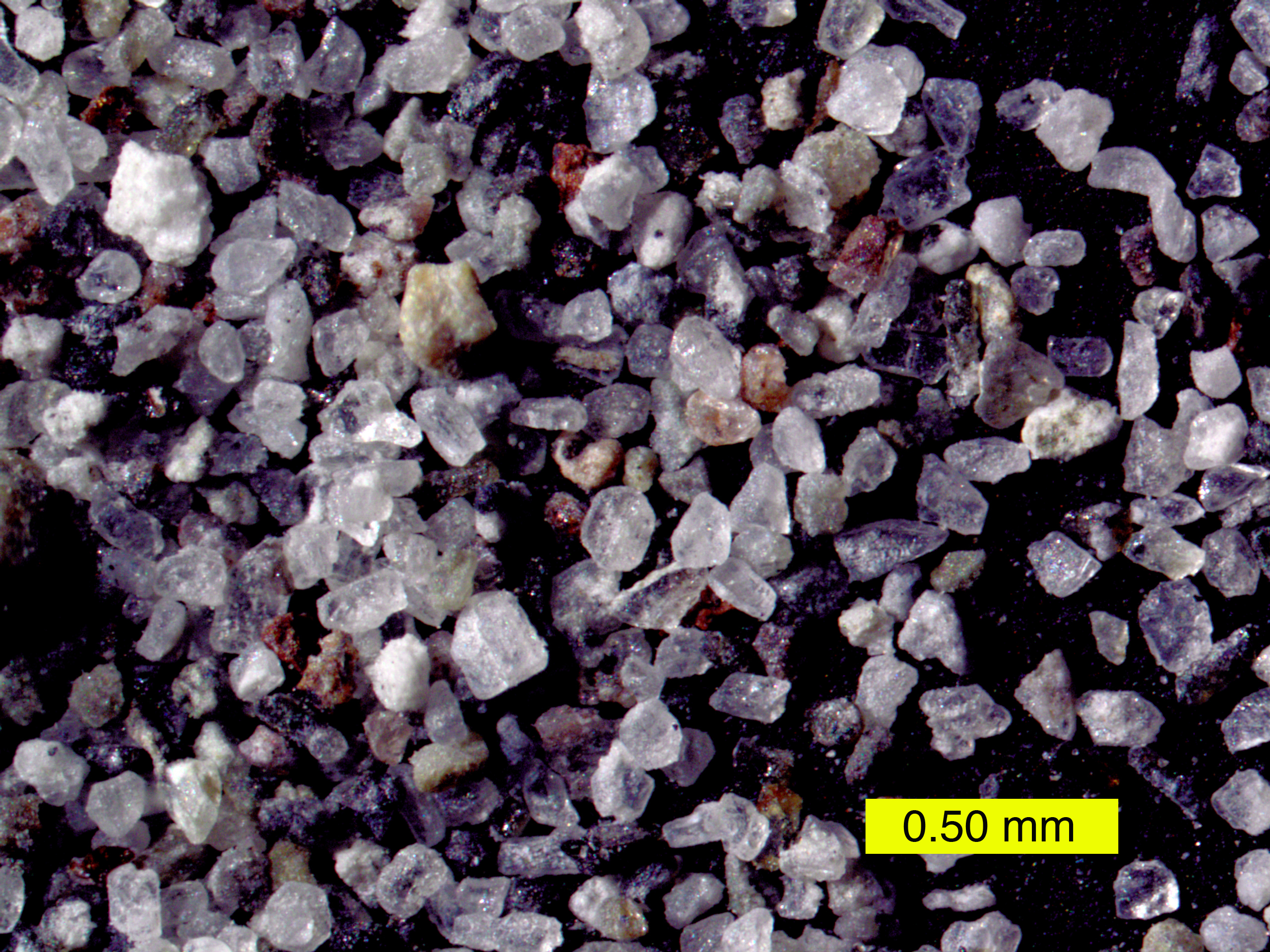
Mount St. Helens, Washington.

Hi ha tres mecanismes de formació de la cendra volcànica:
- Alliberament sobtat de gasos atrapats que en descomprimir provoquen erupcions magmàtiques.
- Contracció tèrmica deguda a erupcions en aigua o gel.
- Ejecció de partícules arrossegades durant les erupcions de vapor causant erupcions freàtiques.

La naturalesa violenta de les erupcions volcàniques embolicades en vapor donen com a resultat que el magma i la roca circumdant esclatin reduint la mida de la pols resultant a micres.
Si una erupció volcànica passa dins d'una glacera, l'aigua freda es barreja ràpidament amb la lava creant petits fragments cristall, que poden crear un gran núvol de cendra rica en petits cristalls i que són especialment perillosos per a l'aviació.
Anomenat Postinor